# Ибэ
Ибэ (эбе, эби, евгей, юй-бе (холодный), джунгарский ветер, джунгарский цунами) — сухой юго-восточный и восточный ветер, дующий в холодное время года через Джунгарские Ворота со стороны озера Эби-Нур (Китай) к озеру Алаколь (Казахстан). Ветер ураганный, порывистый и тёплый, несёт много пыли, песка и иногда даже мелкие камни.
В среднем Ибэ дует около 70 — 100 дней в году. Максимальная скорость в зимние и весенние периоды достигает 60 — 80 м/с. В зимнее время имеет температуру на 8 — 10° С выше, чем у окружающей местности. Сильный ветер затрудняет рыболовство в озёрах Алакольской группы, усложняет работу транспорта и наносит вред другим отраслям хозяйства.
Ибэ упоминается в книге Владимира Афанасьевича Обручева:

Позавтракали, оседлали коней и поехали дальше голой степью на юг, повернули между горами Уркашара и окончанием Барлыка хребта. По этому проходу невысокие горки разбросаны, Джельды-кара называются, это значит «чёрные, ветреные».

— Почему их так окрестили? — спрашиваю.

— Потому что зимой здесь по временам страшный ветер дует, Ибэ-ветер, холодный. От него весь снег на этих горках тает, и стоят они голые, чёрные. А рядом на Уркашаре и Барлыке снег лежит себе, белеет. Про Ибэ-ветер ты, наверно, слышал.

— Слышал рассказы. Говорят, что он дует не только здесь, но ещё сильнее за горами Барлык, в проходе, где озера Ала-куль и Эби-нур лежат. Там, говорят, ни киргизы, ни калмыки не живут потому, что летом очень жарко, травы плохие, корма мало, а зимой Ибэ часто дует, такой сильный, что устоять нельзя, завьюченных верблюдов уносит словно сухие кусты перекати-поле, а люди замерзают.

— И ещё говорят, — сказал Лобсын, — что на озере Ала-куль есть остров с каменной горой, а в горе большая пещера. Из этой пещеры Ибэ-ветер с страшной силой вылетает. Однажды киргизы целым аулом собрались в тихий день, вход в эту пещеру заложили бычачьими шкурами и завалили камнями, чтобы Ибэ больше не вылетал оттуда. Очень надоел им этот Ибэ. Но пришло время и Ибэ рассвирепел, вырвался, камни отбросил, шкуры разметал и дует по-прежнему.— В. А. Обручев, «В дебрях Центральной Азии»